# Irish House Cemetery
Irish House Cemetery is een Britse militaire begraafplaats met gesneuvelden uit de Eerste Wereldoorlog, gelegen in het Belgische dorp Kemmel (Heuvelland). Ze ligt ongeveer 1,8 km ten oosten van het dorpscentrum. Deze kleine rechthoekige begraafplaats is ontworpen door William Cowlishaw en wordt onderhouden door de Commonwealth War Graves Commission. Het terrein is ongeveer 570 m² groot en is omheind met een natuurstenen muur. Het Cross of Sacrifice staat centraal aan de oostelijke muur. De begraafplaats is vanaf de weg bereikbaar via een 100 m lang graspad.
Er worden 121 doden herdacht, waarvan 44 niet geïdentificeerd konden worden.

## Geschiedenis
De naam van deze begraafplaats komt van een nu verdwenen boerderij die door de Britten 'Irish House' werd genoemd. In juni 1917 startte de 16th (Irish) Division met de aanleg ervan en het werd met tussenpozen gebruikt tot september 1918.
Er liggen nu 103 Britten (waarvan er 40 niet geïdentificeerd konden worden) en 14 Australiërs begraven. In een massagraf liggen 33 officieren en manschappen van de 1st Gordon Highlanders. Zij kwamen om tijdens een aanval van de 3rd Division op Wijtschate in december 1914 en werden door de 11th Royal Irish Rifles in juni 1917 hier herbegraven.  Voor één Australiër werd een Special Memorial opgericht omdat zijn graf niet meer teruggevonden werd en men neemt aan dat hij onder een naamloze grafzerk ligt. Er liggen ook nog 4 onbekende Duitsers onder 1 grafsteen begraven.

## Onderscheiden militairen
- korporaal F. Latham en soldaat Francis Harry Morrison ontvingen de Military Medal (MM).

In 2009 werd de begraafplaats als monument beschermd.